# Syndrome d'Alström
Le syndrome d'Alström est caractérisé par une rétinite pigmentaire à cônes, une obésité, une surdité de transmission progressive, une cardiomyopathie dilatée, un diabète non insulino-dépendant et parfois un retard mental[réf. nécessaire]. Il est dû à une mutation sur le gène ALMS1.
Les signes de la maladie sont très variables même dans une famille atteinte. La rétinite pigmentaire débute avant 15 mois de vie et est progressive avec photophobie, nystagmus. Elle est particulière car elle commence par la perte de la vision centrale. À 20 ans, les personnes ont une cécité sans perception de lumière.
Les enfants naissent avec un poids normal mais deviennent obèses avant un an. L'obésité atteint surtout le tronc.
La perte de l'audition est progressive et atteint 70 % des enfants avant 10 ans. La perte de l'audition est comprise entre 40 et 70 décibels. 
Le diabète apparaît dans l'enfance et s'accompagne souvent de changement de l'aspect de la peau à type d'acanthosis nigricans.
Près de 60 % des patients ont une insuffisance cardiaque par cardiomyopathie dilatée et la moitié ont un retard de développement.
Des anomalies endocriniennes comme un hypothyroïdisme ou un hypogonadisme hypogonadotrope chez les garçons est fréquent. Une instabilité du détrusor se manifestant par un éréthisme vésical est fréquente chez les femmes. 
Une insuffisance rénale commençant par un syndrome polyurie-polydypsie secondaire à une fibrose rénale interstitielle est fréquente. Le recours au rein artificiel peut être nécessaire avant 10 ans.

## Sources
- (en) Online Mendelian Inheritance in Man, OMIM (TM). Johns Hopkins University, Baltimore, MD. MIM Number: 203800
- (en) Ian Hopkinson, Jan D Marshall, Richard B Paisey, Catherine Carey, Seamus Macdermott, Alström Syndrome In : GeneReviews at GeneTests: Medical Genetics Information Resource (database online). Copyright, University of Washington, Seattle. 1997-2005. .

1. ↑  Collin GB, Marshall JD, Ikeda A et al. Mutations in ALMS1 cause obesity, type 2 diabetes and neurosensory degeneration in Alström syndrome, Nat Genet, 2002;31:74–78